# Edmund Leopold de Rothschild
O Major Edmund Leopold de Rothschild CBE, TD (2 de janeiro de 1916 - 17 de janeiro de 2009) foi um financista inglês, membro da proeminente família de banqueiros Rothschild da Inglaterra e ganhador da Victoria Medal of Honor (VMH), concedida pela Royal Horticultural Society.

## Vida e carreira
Nascido em Westminster, Londres, ele foi o segundo filho (e primeiro do sexo masculino) de Lionel Nathan de Rothschild e Marie Louise Eugénie de Rothschild née Beer (1892–1975). Conhecido como Eddy de Rothschild, ele se formou no Trinity College, em Cambridge, após o qual viajou pelo mundo. Voltando para casa, ele trabalhou no banco NM Rothschild &amp; Sons, mas logo depois estourou a Segunda Guerra Mundial e ele se juntou ao Exército Britânico. Um oficial de artilharia no Buckinghamshire Yeomanry, ele serviu com a Força Expedicionária Britânica na França, em seguida, lutou na Campanha do Norte da África e na Itália com o 77º Regimento de Campanha (Highland), depois se tornou major na recém-formada Brigada de Infantaria Judaica.
Em maio de 1946, Rothschild foi desmobilizado e, uma vez de volta à Inglaterra, voltou a trabalhar na NM Rothschild & Sons. Tornou-se sócio, seu pai morreu em 1942, mas tinha muito pouca experiência. Orientado por seu tio Anthony Gustav de Rothschild, ele desempenhou um papel fundamental no sucesso contínuo do banco, e se tornou seu presidente de 1970 a 1975. Um desenvolvedor de negócios agressivo, durante sua carreira, Rothschild voou sobre o Oceano Atlântico mais de quatrocentas vezes desempenhando um papel fundamental no desenvolvimento dos interesses britânicos no Japão pós-guerra e foi uma parte significativa do sindicato Rothschild que formou a British Newfoundland Development Corporation para realizar a exploração mineral em Labrador, no Canadá e para desenvolver a represa hidrelétrica de Churchill Falls.
Ao longo dos anos, ele esteve envolvido em várias causas filantrópicas e em reconhecimento aos seus serviços, as Honras do Ano Novo de 1997 fizeram de Rothschild um Comendador da Ordem do Império Britânico. Ainda ativo em seus noventa anos, ele foi presidente da Associação de Ex-Militares e Mulheres Judeus (Association of Jewish Ex-Servicemen and Women, AJEX). Em 1998, ele apareceu no documentário de Chuck Olin intitulado In Our Own Hands, que contou a história da única força de combate totalmente judaica na Segunda Guerra Mundial.
Como outros membros da família Rothschild, ele era um colecionador de arte, mas a manutenção e desenvolvimento dos jardins de Exbury era seu passatempo mais importante. De seu pai, Rothschild herdou Exbury Gardens em Hampshire, que havia caído em ruínas severas como resultado da guerra, e ele começou a restaurar os jardins de 200 acres (0.81 km2). A experiência de Edmund tornou-se tal que nas décadas de 1950 e 1960 ele serviu no Conselho da Royal Horticultural Society. Em 2001, a American Rhododendron Society em Eugene, Oregon concedeu-lhe uma citação em agradecimento por seus muitos serviços ao mundo da horticultura. Em 2005, a Royal Horticultural Society concedeu a ele a Victoria Medal of Honor, o maior prêmio do mundo na área da jardinagem britânica. Rothschild estabeleceu um fundo de caridade para administrar os Jardins de Exbury com os quais seus filhos estão envolvidos.
Em 1949 ele publicou Window on the World, um relato de sua turnê mundial de 1937-39. Sua autobiografia foi publicada em 1998.

## Vida privada
Em 22 de junho de 1948, Rothschild casou-se com Elizabeth Edith Lentner (1923-1980). O casal teve os seguintes filhos:
1. Katherine Juliette (n. 1949), que se casou com Marcus Agius
2. Nicholas David (n. 1951)
3. David Lionel (n. 1955) (gêmeo)
4. Charlotte Henriette (n. 1955) (gêmea)

Elizabeth Lentner de Rothschild morreu em 1980 e Edmund casou-se novamente em 1982 com Anne Kitching (1921-2012).
Ele morreu em 2009 aos 93 anos.